# 노가타역 (도쿄도)
노가타역(일본어: 野方駅)은 일본 도쿄도 나카노구에 있는 세이부 철도의 역이다.

## 타는 곳
| ↑ 누마부쿠로   |
| \| 2 1 \|      |
| 도리쓰카세이 ↓ |

| 1 | ■ 신주쿠 선 | 다나시・도코로자와・혼카와고에・하이지마 선 하이지마 방면 |
| 2 | ■ 신주쿠 선 | 다카다노바바・세이부 신주쿠 역 방면                       |

## 역세권 정보
- 도쿄 도도 제318호선

## 버스
- 노가타역(노가타에키) 버스 정류장 (노가타 상점가)

- 宿(슈쿠)05 - 나카노공업고교, 나카노 역 경유 신주쿠역 행
- 中(나카)01 - 나카노공업고교 경유 나카노 역 행
- 中02 - 환상 7호선 경유 나카노 역 행 (심야)
- 大(다이)03 - 환상 7호선 경유 도쿄경찰병원 정문 행
- 아사가야 영업소 행

- 노가타 역 북쪽출구(노가타에키키타구치) 버스 정류장 (환상 7호선)

- 王(오)78
- 赤(아카)31
- 高(고)10
- 高(고)60
- K01

## 역사
- 1927년 4월 16일: 영업 개시.
- 1983년 4월 14일: 2대째의 역사가 완성. 사용 시작.
- 1983년 8월 11일: 역사와 승차장을 접속하는 과선교가 완성. 구내건널목 폐지.
- 2006년 9월 23일: 운행 시스템이 갱신되어, LED식 안내 표시기가 설치된다.
- 2010년 3월 28일: 3대째 역사가 개업. 북쪽출구가 새롭게 설치되어, 교상역사가 된다. 이 때 남쪽출구는 미완성.
- 2010년 11월 15일: 남쪽출구의 개장이 완료하고, 3대째 역사완성.

## 인접역
| 세이부 철도■신주쿠선          | 세이부 철도■신주쿠선 | 세이부 철도■신주쿠선                   |
| ----------------------------- | -------------------- | -------------------------------------- |
| 누마부쿠로 세이부 신주쿠 방면 | ■보통                | 도리쓰카세이 혼카와고에, 하이지마 방면 |